# باول دبليو. خان
باول دبليو. خان (بالإنجليزية: Paul W. Kahn)‏ هو قاضي أمريكي، ولد في 1952.